# ベニアジサシ

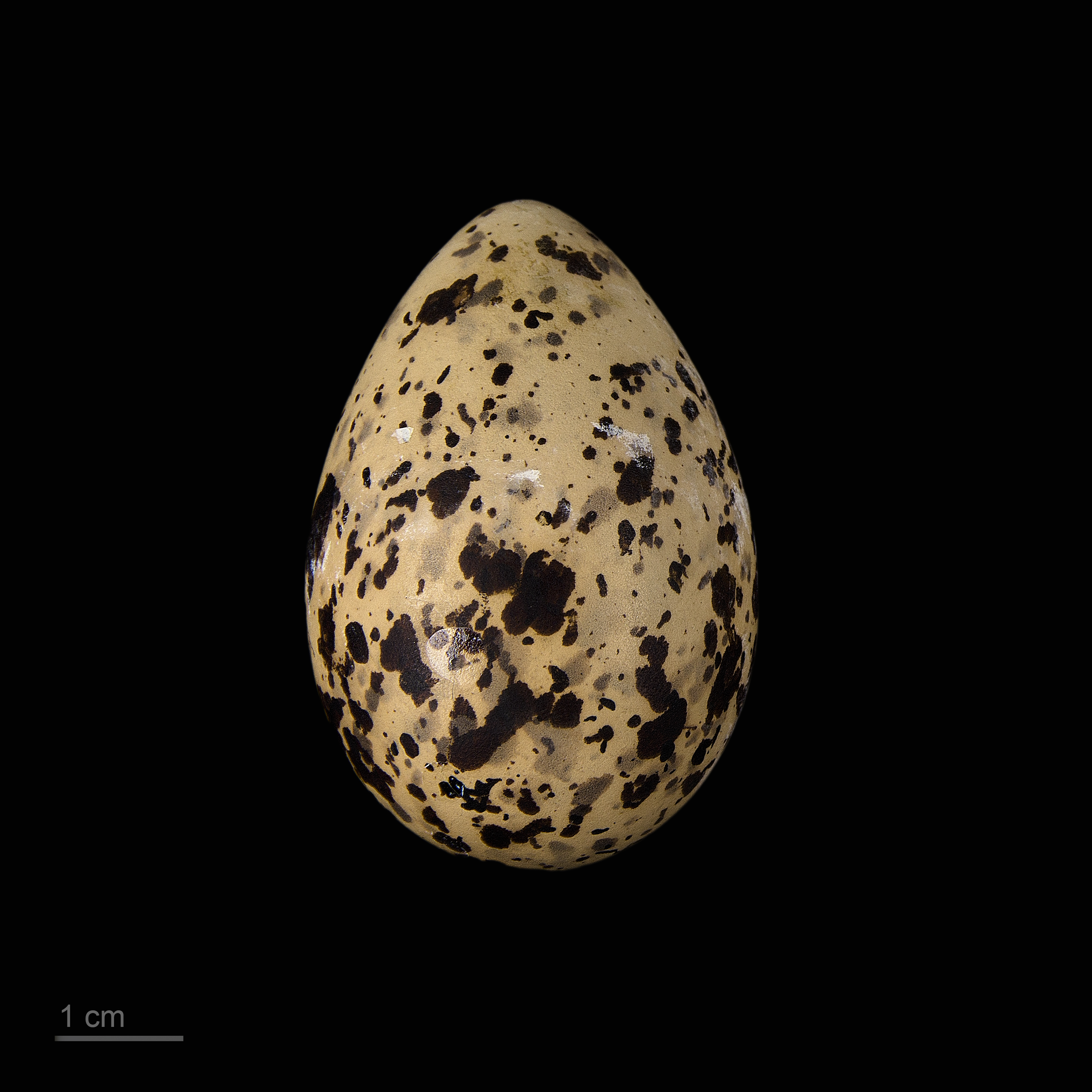
Sterna dougallii dougallii

ベニアジサシ（紅鯵刺、学名：Sterna dougallii）は、チドリ目カモメ科（アジサシ科とする説もあり）に分類される鳥類の一種である。中型のアジサシの仲間。

## 分布
イギリス、デンマークやアフリカ、インド洋の島、中国南岸、フィリピンから東南アジア、ニューギニア、オーストラリア、北アメリカ東岸、カリブ海の島などで繁殖する。非繁殖期は周辺の海域に生息するが、北方で繁殖した個体は冬に南へ渡りをする。
日本では夏鳥として奄美群島や沖縄諸島に渡来し繁殖する。また、福岡県大牟田市の三池島では、1994年に初めて繁殖が確認され、2006年には640羽の渡来が確認されている（三池島の鳥類とその生息環境の保全について(要望) （財）日本野鳥の会）。
その他の地域では、台風等によって迷行してきた個体がまれに記録される程度である。

## 形態
全長約33cm。翼幅67-76cm。夏羽では頭上が黒く、背や翼の上面は淡い青灰色、上尾筒と尾は白い。顔から体下面は白色で、やや紅色を帯びている。尾はアジサシなどと比べると細くて長い。雌雄同色である。
嘴は細く長く、夏季は先端が黒色の他は赤色だが、繁殖期には全体が赤色になる。

## 生態
海岸、海洋上に生息する。干潟や埋立地の水溜りに入ることもある。無人島や岩礁で集団で繁殖する。

## 人間との関わり
繁殖地の環境の変化に敏感で、人の侵入等で環境が悪化したと判断すると抱卵中でもこれを放棄し集団で移動してしまう習性がある。このため、観光客が増加した沖縄の無人島では、本種の繁殖数が減少しているところもある。

## 保全状態評価
- LEAST CONCERN (IUCN Red List Ver. 3.1 (2001))
- 絶滅危惧II類 (VU)（環境省レッドリスト）